# Alicularia
Alicularia là một chi rêu trong họ Jungermanniaceae.